# 川沙耶穌聖心堂
川沙耶稣圣心堂是天主教上海教区浦东总铎区（驻唐镇的唐墓桥露德圣母堂）的一座天主教堂，位于上海市浦东新区川沙新镇中市街42弄15号。
川沙天主堂所在地基原为财神庙，1856年（咸丰六年）费致和神甫购此地基，欲建教堂而未成，而由康治泰神甫始建于1872年（同治十一年）。现存建筑系1926年扩建，为哥特式建筑风格，拉丁十字平面，红砖砌筑，单钟楼，尖券门窗。尤以地面的拼花瓷砖富于特色。正祭台供奉耶稣圣心像，左右两侧祭台供奉圣母、若瑟像。
川沙天主堂是本堂神父的驻地，川沙本堂区还包括烂缺口、西宋、东施家、小营房、金家、十八湾、虹桥港、唐家花园、服字号9个会口，由川沙的本堂神父服务。
川沙天主堂建筑壮丽，堂中圣像、祭台颇为精美，系购自法国。1966年文化大革命中，该堂内部陈设遭严重破坏，并被占作它用。1981年交还天主教上海教区，修复后于1982年圣诞节恢复开放。。
2002年1月14日，川沙天主堂公布为浦东新区文物保护单位。